# Aeronautes
Aeronautes ist eine Vogelgattung in der Familie der Segler (Apodidae). Die Vögel der nur in der Neuen Welt verbreiteten Gattung sind kleine bis mittelgroße Segler. Von den drei Arten der Gattung sind zwei Standvögel und auf Südamerika beschränkt. Eine Population der dritten Art, des Weißbrustseglers, brütet auch in Nordamerika und zieht im Winter nach Mittelamerika.

## Merkmale
Die Körperlänge liegt zwischen 13 und 18 Zentimetern. Alle Arten zeigen ein scheckiges Gefieder. Die Körperform der Gattung ist den Apus-Arten der Alten Welt nicht unähnlich. Die inneren Armschwingen sind vergleichsweise lang, die Länge der Armschwingen nimmt nach außen ab, woraus sich eine charakteristische Flügelform ergibt. Der Schwanz des Weißbrustseglers und besonders des Andenseglers ist deutlich gegabelt, während der Bergsegler nur eine undeutliche Schwanzgabelung zeigt.

## Systematik
Ernst Hartert begründete 1892 die Einführung dieser Gattung damit, dass der Weißbrustsegler (damals Panyptila melanoleuca), der bei Abtrennung der Gattung Panyptila dieser neuen Gattung zugeschlagen worden war, doch deutliche Unterschiede im Federkleid und in der Form des Schwanzes gegenüber den anderen Panyptila-Arten aufwies. Auch wenn zu Harterts Zeit wenig über den Nestbau des Weißbrustseglers bekannt war, sah er zudem deutliche Unterschiede zum eigenartigen Nestbau der Gattung Panyptila. Allerdings unterlief Hartert bei der Benennung der Art ein Fehler, da er die Art Aëronautes melanoleucus (Baird, 1854) nannte. Nach den Internationalen Regeln für die Zoologische Nomenklatur hatte eigentlich Acanthylis saxatilis von Dr. Samuel Washington Woodhouse den Vorrang. Hartert war sich dieser Tatsache bewusst. In seiner Fußnote vermerkte er, dass die Beschreibung von Woodhouse sich nicht mit seinen Erfahrungen deckt und dass kein Balg von Woodhouses Sammlung aufzutreiben war.
David Lack ordnete 1956 den ursprünglich zu den Apus-Arten zählenden Andensegler der Gattung Aeronautes zu. R. K. Brooke bestätigte 1970 diese Zuordnung, stellte aber fest, dass die beiden anderen Arten der Gattung, also der Weißbrust- und der Bergsegler, näher miteinander verwandt sind als mit dem Andensegler.
Die folgenden Arten und Unterarten werden der Gattung zugerechnet:
- Weißbrustsegler (Aeronautes saxatalis) (Woodhouse,  1853)
  - Aeronautes saxatalis saxatalis (Woodhouse, 1853)
  - Aeronautes saxatalis nigrior (Dickey & van Rossem, 1928)
- Bergsegler (Aeronautes montivagus) (d’Orbigny & Lafresnaye, 1837)
  - Aeronautes montivagus montivagus (d’Orbigny & Lafresnaye, 1837)
  - Aeronautes montivagus tatei (Chapman, 1929)
- Andensegler (Aeronautes andecolus) (d’Orbigny & Lafresnaye, 1837)
  - Aeronautes andecolus andecolus (d’Orbigny & Lafresnaye, 1837)
  - Aeronautes andecolus parvulus (Berlepsch & Stolzmann, 1892)
  - Aeronautes andecolus peruvianus (Chapman, 1919)